# Invitation (柴咲コウの曲)
『invitation』（インビテイション）は、柴咲コウの10枚目のシングル。

## 解説
- 前作『影』から約6か月でのリリース。
- TBS系ドラマ『白夜行』の主題歌だった前作「影」と同じくTBS系ドラマ『タイヨウのうた』主題歌となっている。
- 帯には「楽しく聴いて、でも、ちょっと感慨深い。そうなると嬉しいな…。」と柴咲のコメントが記されている。
- 2009年に美吉田月がカバーした（アルバム『Ska Flavor#2』に収録）。
- アーケードゲーム「GuitarFreaksV4」、「DrumManiaV4」にカバー曲が収録されている。
- PVには柴咲のほか窪田正孝と飛鳥凛が出演している。撮影は沖縄で行われた[1]。

## 収録曲
1. invitation
（作詞：柴咲コウ 作曲：Jin Nakamura 編曲：市川淳）
TBS系ドラマ『タイヨウのうた』主題歌
2. one’s heart
（作詞：柴咲コウ 作曲：藤谷一郎 編曲：華原大輔）
3. シフォンブルーのカーテン
（作詞：柴咲コウ 作曲：Jin Nakamura 編曲:CHOKKAKU）
4. invitation （Backing Track）
（作曲：Jin Nakamura 編曲：市川淳）

## 楽曲の収録アルバム
invitation
- 『嬉々♥』
- 『Single Best』
- 『KO SHIBASAKI ALL TIME BEST 詩』

one's heart
- 『The Back Best』
- 『Love&Ballad Selection』

### 試聴（公式）
- invitation （ミュージックビデオ） - YouTube